# Ralf Zimmermann von Siefart (Manager)
Ralf Zimmermann von Siefart (* 8. August 1925 in Landsberg an der Warthe; † 8. Oktober 2018 in Verden) war ein deutscher Manager der Düngemittelindustrie.

## Leben
Geboren als Sohn eines Gutsbesitzers und Offiziers nahm Ralf Zimmermann von Siefart als Abteilungsadjutant in der von Georg Freiherr von Boeselager befehligten 3. Kavallerie-Division am Zweiten Weltkrieg teil. Nach einer Ausbildung zum Landwirt studierte er an der Rheinischen Friedrich-Wilhelms-Universität Bonn Landwirtschaft. 1949 wurde er Mitglied des Corps Borussia Bonn. Er war der erste Recipierte des Corps Borussia nach dessen Nachkriegsrekonstitution am 11. Juni 1949. Das Studium schloss er als Diplomlandwirt ab. 
1952 ging Zimmermann von Siefart in die deutsche Düngemittelindustrie. 1959 wechselte er als Direktor zur N. V. Nederlandsche Kali-Import Maatschappij in Amsterdam. 1964 kehrte er nach Deutschland zurück und wurde Geschäftsführer der Verkaufsgemeinschaft Deutscher Kaliwerke (VDK) in Hannover. 1971 wurde er Verkaufschef der Kali und Salz GmbH. Seit 1972 bis zu seiner Pensionierung 1990 gehörte er dem ersten Vorstand der Kali und Salz AG an und verantwortete dort das Ressort Verkauf.
Seit 1950 Mitglied des Johanniterorden wurde er dort 1992 auch Rechtsritter. Zimmermann von Siefart war in der Provinzial-Genossenschaft Sachsen dieser alten evangelischen Kongregation und seit 1999 Ehrenkommendator dieses Ordens.
Am 2. Mai 1969 wurde er zum Konsul der Niederlande in Hannover ernannt.
Selbst in der Trakehner-Zucht engagiert, wurde er 1987 zum Vorsitzenden des Vereins Deutsches Pferdemuseum gewählt und stand dem Verein bis 2000 vor. Er nahm entscheidenden Einfluss auf die Gestaltung des Museums in seiner heutigen Form. Weiterhin war er Mitglied des Kuratoriums der Stiftung Zentralinstitut und Museum für Sepulkralkultur in Kassel und gehörte dem Rotary Club Verden an.
In ihrem Nachruf von 15. Oktober 2018 würdigte die K+S Aktiengesellschaft seine Führungsstärke und seine Fähigkeit, über Grenzen zu begeistern, und nannte ihn einen Kosmopoliten mit Weitsicht.
Die Beisetzung Zimmermann von Siefarts fand am 19. Oktober 2018 auf dem Ahldener Friedhof statt.
Sein gleichnamiger Sohn wurde 1958 in Hannover geboren, seine Tochter Auguste 1962 in Amsterdam.

## Auszeichnungen
- Ehrenmitglied des Corps Borussia Bonn[1]
- Deutsches Reiterkreuz in Gold, 2003[10]
- Ehrenkommendator des Johanniterordens[9]
- Ehrenvorsitzender Deutsches Pferdemuseum[9]
- Träger des Eisernen Kreuzes beider Klassen[9]